# Бозмен (Монтана)
Бозмен (англ. Bozeman) — город, расположенный в округе Галлатин (штат Монтана, США), с населением в 37 458 человек по статистическим данным переписи 2009 года.
Город назван в честь Джона Бозмена, основателя Бозменского тракта.

## История
В 2001 году город был награждён премией «All-America City Award» (с англ. — «Всеамериканский город») присуждаемой Национальной гражданской лигой, которую неофициально называют «Нобелевской премией за конструктивное гражданство» и которая выдается за активную гражданскую позицию жителей некорпоративных сообществ Соединённых Штатов в жизни местного самоуправления. 

## География
По данным Бюро переписи населения США город Бозмен имеет общую площадь в 52,58 квадратных километров, водных ресурсов в черте населённого пункта не имеется.
Город Бозмен расположен на высоте 1461 метр над уровнем моря.
| Показатель                                                                | Янв. | Фев. | Март | Апр. | Май  | Июнь | Июль | Авг. | Сен. | Окт. | Нояб. | Дек. | Год  |
| ------------------------------------------------------------------------- | ---- | ---- | ---- | ---- | ---- | ---- | ---- | ---- | ---- | ---- | ----- | ---- | ---- |
| Абсолютный максимум, °C                                                   | 18   | 18   | 24   | 28   | 33   | 36   | 41   | 38   | 35   | 31   | 23    | 17   | 41   |
| Средний суточный максимум, °C                                             | 1,2  | 2,7  | 7,8  | 12,5 | 17,3 | 22,1 | 27,8 | 27,4 | 21,9 | 14,1 | 5,7   | 0,7  | 13,4 |
| Средний суточный минимум, °C                                              | −9,4 | −8,6 | −4,5 | −0,8 | 3,8  | 7,6  | 10,9 | 10,0 | 5,8  | 0,2  | −5,4  | −9,7 | 0,0  |
| Абсолютный минимум, °C                                                    | −38  | −42  | −34  | −23  | −9   | −3   | 0    | −3   | −11  | −23  | −32   | −38  | −42  |
| Среднее число дней с осадками                                             | 11   | 10   | 12   | 14   | 15   | 15   | 10   | 10   | 9    | 11   | 10    | 11   | 138  |
| Норма осадков, мм                                                         | 22   | 21   | 36   | 64   | 74   | 83   | 34   | 34   | 37   | 47   | 32    | 26   | 510  |
| Источник: Национальное управление океанических и атмосферных исследований |      |      |      |      |      |      |      |      |      |      |       |      |      |

## Демография
| Год переписи | Нас.  |             | %±     |
| ------------ | ----- | ----------- | ------ |
| 1870         | 168   |             | —      |
| 1880         | 894   |             | 432,1% |
| 1890         | 2143  |             | 139,7% |
| 1900         | 3419  |             | 59,5%  |
| 1910         | 5187  |             | 51,7%  |
| 1920         | 6183  |             | 19,2%  |
| 1930         | 6855  |             | 10,9%  |
| 1940         | 8665  |             | 26,4%  |
| 1950         | 11325 |             | 30,7%  |
| 1960         | 13361 |             | 18%    |
| 1970         | 18670 |             | 39,7%  |
| 1980         | 21645 |             | 15,9%  |
| 1990         | 22660 |             | 4,7%   |
| 2000         | 27509 |             | 21,4%  |
| 2009         | 37458 | [ 3 ] [ 4 ] | 36,2%  |

По данным переписи населения 2000 года в Бозмене проживало 27 509 человека, 5014 семей, насчитывалось 10 877 домашних хозяйств и 11 577 жилых домов. Средняя плотность населения составляла около 843,8 человека на один квадратный километр. Расовый состав города по данным переписи распределился следующим образом: 94,73 % белых, 0,33 % — чёрных или афроамериканцев, 1,24 % — коренных американцев, 1,62 % — азиатов, 0,07 % — выходцев с тихоокеанских островов, 1,47 % — представителей смешанных рас, 0,54 % — других народностей. Испаноговорящие составили 1,59 % от всех жителей города.
Из 10 877 домашних хозяйств в 22,3 % — воспитывали детей в возрасте до 18 лет, 36,0 % представляли собой совместно проживающие супружеские пары, в 7,3 % семей женщины проживали без мужей, 53,9 % не имели семей. 30,4 % от общего числа семей на момент переписи жили самостоятельно, при этом 6,7 % составили одинокие пожилые люди в возрасте 65 лет и старше. Средний размер домашнего хозяйства составил 2,26 человек, а средний размер семьи — 2,85 человек.
Население города по возрастному диапазону по данным переписи 2000 года распределилось следующим образом: 16,0 % — жители младше 18 лет, 33,0 % — между 18 и 24 годами, 28,6 % — от 25 до 44 лет, 14,4 % — от 45 до 64 лет и 8,0 % — в возрасте 65 лет и старше. Средний возраст жителей составил 25 лет. На каждые 100 женщин в Бозмене приходилось 111,2 мужчин, при этом на каждые сто женщин 18 лет и старше приходилось 112,6 мужчин также старше 18 лет.
Средний доход на одно домашнее хозяйство в городе составил 32 156 долларов США, а средний доход на одну семью — 41 723 доллара. При этом мужчины имели средний доход в 28 794 доллара США в год против 20 743 доллара среднегодового дохода у женщин. Доход на душу населения в городе составил 16 104 доллара в год. 9,2 % от всего числа семей в округе и 20,2 % от всей численности населения находилось на момент переписи населения за чертой бедности, при этом 14,8 % из них были моложе 18 лет и 4,4 % — в возрасте 65 лет и старше.

## Искусство и культура

### Достопримечательности
Музеи и сады:

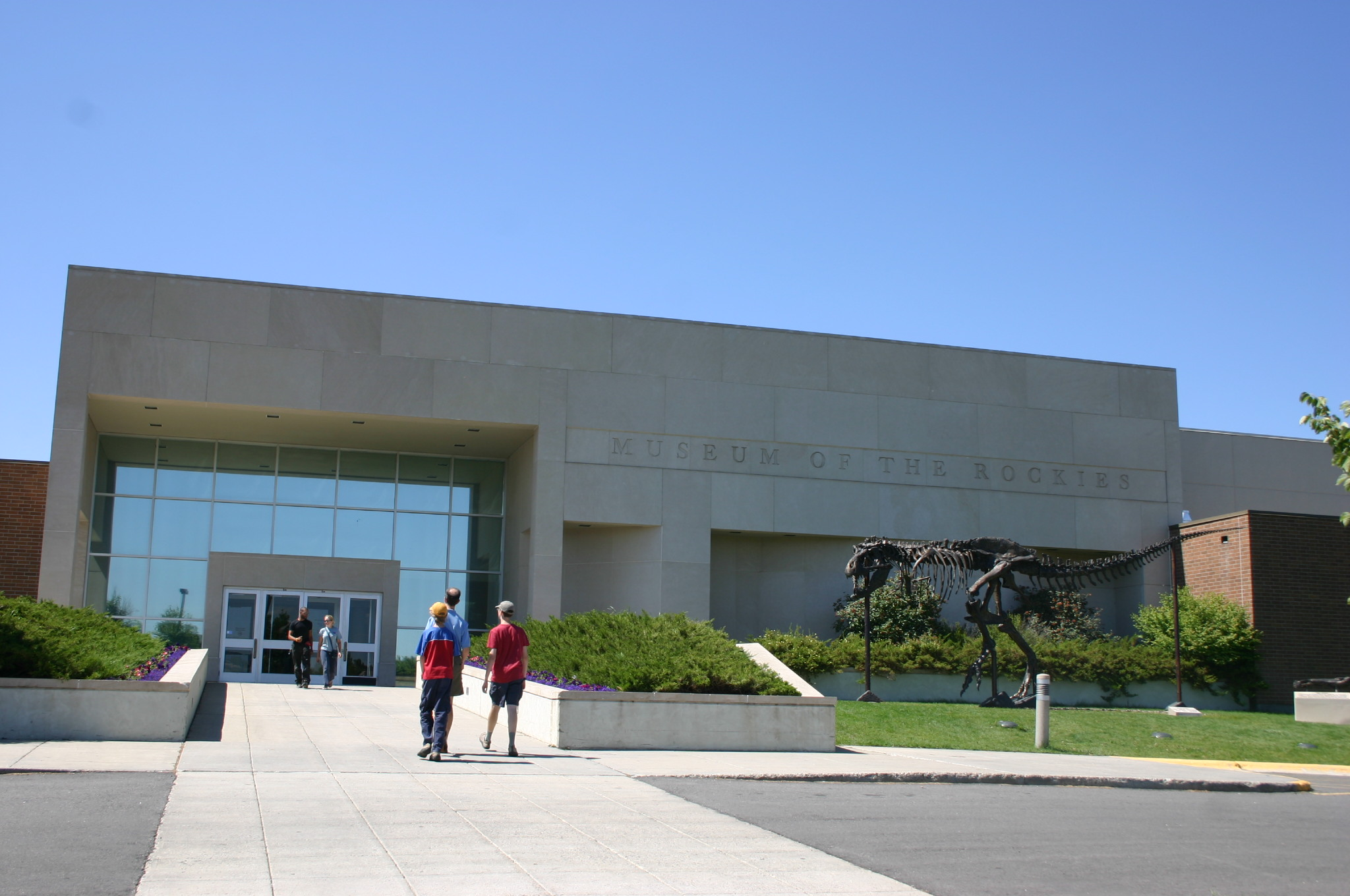
Музей Скалистых гор

- Музей американской компьютерной и робототехники
- Галлатинское историческое общество—Музей пионеров[6]
- Музей Скалистых гор
- Дендрарий и сады Монтаны
- Усадьба Стори[7]